# Cayo Claudio Nerón
Cayo o Gayo Claudio Nerón  fue un militar y político romano del siglo III a. C., cónsul en 207 a. C., miembro de la gens Claudia, de la rama de los Claudios Nerones. Participó en la segunda guerra púnica. Cayo era nieto de Tiberio Claudio Nerón. Brillante militar contra los cartagineses, ejerció las más altas magistraturas como cónsul y censor, entre otros.

## Primeras campañas
Claudio Nerón, en el cuarto consulado de Quinto Fabio Máximo, y el tercero de Marco Marcelo, 214 a. C., estuvo al mando de un cuerpo de caballería, bajo las órdenes del cónsul Marcelo. Se encargó de atacar la retaguardia del ejército de Aníbal, en la Batalla de Nola, pero por haberse extraviado o no haber tenido tiempo para llegar, no estuvo presente en la confrontación, en la que el cónsul derrotó a Aníbal, por lo cual fue censurado gravemente por Marcelo.
Es evidente que este es el Claudio Nerón que fue pretor en ese año, pero un año después, estaba estacionado en Suesula, de donde fue convocado por los cónsules Quinto Fulvio Flaco y Apio Claudio Pulcro (cónsul 212 a. C.) (212 a. C.) para ayudar en el asedio de Capua.

## Su actuación en Hispania
Fue designado propretor de Hispania en 211 a. C. y enviado allí en ese mismo año con una fuerza para oponerse a Asdrúbal Barca. Desembarcó en Tarraco (Tarragona), pero no obtuvo grandes resultados porque Asdrúbal eludió el combate, y retornó a Roma. La situación era difícil para la República romana en aquel frente de combate. Los hermanos Publio Cornelio Escipión y Cneo Cornelio Escipión Calvo habían sido derrotados y muertos por los cartagineses y las tropas romanas forzadas a situarse al norte del río Ebro. Dadas las circunstancias, ningún candidato quería asumir el cargo de procónsul de Hispania hasta que se presentó Escipión el Africano.
En 208 a. C., Asdrúbal consiguió pasar con un ejército de Cartago a península italiana e intentó unirse a su hermano Aníbal.

## Consulado y la batalla de Metauro
Fue legado bajo las órdenes de Marcelo en 209 a. C. en la batalla en la que Aníbal fue derrotado cerca de Canusium (Canosa).
En el año 207 a. C. fue elegido cónsul con Marco Livio Salinator. Marchó hacia el sur de Italia para enfrentar a Aníbal, a quien derrotó en algunos encuentros y este se retiró a Metaponto.
Al mismo tiempo, el hermano de Aníbal, Asdrúbal, que estaba en el norte de Italia, envió mensajeros a Aníbal, que se estaba replegando a Metaponto perseguido por Nerón. Los mensajeros fueron capturados por los romanos y el contenido de sus despachos leído.
Nerón decidió no ceñirse a los límites de su mando, sino que marchó contra de Asdrúbal, quien tenía la intención de efectuar un enlace con Aníbal en Umbría. Comunicó su plan al Senado y este le dio instrucciones de cómo actuar. De esta forma, Nerón se unió a su colega en Piceno. Se libró una sangrienta batalla contra Asdrúbal en el río Metauro en la que este murió. En ninguna otra batalla de la campaña contra Aníbal la masacre fue tan grande.
Nerón regresó a su campamento en el sur llevando consigo la cabeza de Asdrúbal y mandó que la arrojasen en el campamento de Aníbal Envió a dos de sus cautivos para señalarle al general cartaginés lo que había sucedido a su hermano y su ejército.
Nerón compartió el triunfo con su colega, pero, como la batalla se libró en la provincia de su colega, mientras Livio viajaba en un carro tirado por cuatro caballos seguido de sus soldados, Nerón montaba a caballo sin comitiva.
Esta gran batalla, la que probablemente salvó a Roma, le dio un lustre al nombre de Nerón, y lo consagró en el recuerdo de los romanos.

Quid debeas, o Roma, Neronibus, 

Testis Metaurum Flumen et Hasdrubal

Devictus.

## Sus últimas actuaciones
En 204 a. C. fue censor, también con Marco Livio Salinator, y tuvo varios enfrentamientos con él.
En 201 a. C., Nerón y otros fueron enviados en una misión ante Ptolomeo V, rey de Egipto, para anunciar la derrota de Aníbal, dar gracias al rey por su fidelidad con los romanos y rogar por su apoyo si ellos fueren obligados a ir a la guerra contra Filipo V, rey de Macedonia.